# 改定律例
改定律例（かいていりつれい、明治6年6月13日太政官布告第206号）は、1873年（明治6年）6月13日に頒布、7月10日施行された太政官布告。全3巻、12図14律、全318条。明治時代初期における主要な刑事法で、数度の改定を経て、1880年（明治13年）の治罪法および旧刑法などに引き継がれて1882年（明治15年）に廃止された。

## 概要
1870年（明治3年）の新律綱領・仮刑律の施行後、日本政府は貿易・外交などのため欧米と対等の人権基準を設ける必要に迫られていた。同年までに華族制度が発足して身分制度は設置されていたが、1871年（明治4年）には身分の異なる者同士の婚姻が自由化された。
政府は1873年（明治6年）1月に廃城令を発し、2月には江戸期に法制化された敵討（仇討ち）を復讐禁止令（太政官布告第37号）により禁止した。
改定律例は1873年（明治6年）6月13日に布告され、死刑になる罪種を祖父母父母謀殺・官吏謀殺・妻妾故殺・尊長故殺などに限定した。終身懲役を導入したため、少なくともこの年のみで死刑を回避された者が228人いた。これとは別に切腹を含む閏刑が、禁錮刑に統一される形で廃止された。なお、禁錮刑は自宅で監禁する刑であり、明治7年6月24日に布告された明治7年太政官布告69号により禁錮から禁獄へ刑罰名称が変わったが、引き続き自宅での監禁が明治11年4月5日に取り止めるまで引き続き行われた。
また、同年7月には関東で死刑執行場であった小塚原刑場が廃止され、火葬禁止令（太政官布告第253号）も公布された。同年11月には井上毅の招聘によりギュスターヴ・ボアソナードが来日して太政官法制局御用掛に就任しており、以後の改正に関わった。

## 構成
名例律、職制律、戸婚律、賊盗律、人命律、闘殴律、罵詈律、訴訟律、受贓律、詐欺律、犯姦律、雑犯律、捕亡律、断獄律の14編で構成された。
名例律については、新律綱領の名例律（13条）が改正されて29章100条となり、五刑や、勅奏官位犯罪條令、閏刑、官吏犯公罪、軍人犯罪、糾弾官吏犯罪などの身分犯を定めた。
また改定律例に併せ郵便規則（97号）の郵便犯罪罰則、鉄道犯罪罰例（100号）も設けられた。